# Last Train to London
Last Train to London è una canzone del 1979 degli Electric Light Orchestra. È un singolo dell'album Discovery.